# Carrie Preston
Carrie Preston (Macon, 21 juni 1967) is een Amerikaanse actrice. Ze won in 2013 een Primetime Emmy Award voor haar gastrol als Elsbeth Tascioni in de dramaserie The Good Wife. Preston maakte in 1985 haar film- en acteerdebuut als Mint Jennifer in het familiedrama Just a Friend.
Preston had behalve film- en vaste rollen ook eenmalige verschijningen in meer dan tien televisieseries, waaronder Spin City, Sex and the City, Wonderfalls, Hope & Faith, Numb3rs, Desperate Housewives en Private Practice. Ze was van 2003 tot en met 2006 te zien in drie afleveringen van Law & Order: Criminal Intent, maar telkens als een ander personage. Vanaf 2024 speelt ze de hoofdrol van Elsbeth Tascioni in de politieserie Elsbeth. 

## Filmografie
*Exclusief televisiefilms
| - The Holdovers (2023) - They/Them (2022) - 30 Miles from Nowhere (2018) - Daisy Winters (2017) - And Then I Go (2017) - To the Bone (2017) - 6 Love Stories (2016) - Equity (2016) - 5 Flights Up (2014) - Beneath the Harvest Sky (2013) - Vino Veritas (2013) - Who's Afraid of Vagina Wolf? (2013) - Sironia (2011) - A Bag of Hammers (2011) - Virginia (2010) - That Evening Sun (2009) - Duplicity (2009) | - Doubt (2008) - Vicky Cristina Barcelona (2008) - Ready? OK! (2008) - Towelhead (2007, aka Nothing Is Private) - Lovely by Surprise (2007) - Transamerica (2005) - The Stepford Wives (2004) - Straight-Jacket (2004) - The Legend of Bagger Vance (2000) - Woman Wanted (1999) - Cradle Will Rock (1999) - Guinevere (1999) - Mercury Rising (1998) - Norville and Trudy (1997) - For Richer or Poorer (1997) - The Journey (1997) - My Best Friend's Wedding (1997) - Just a Friend (1985) |

## Televisieseries
*Exclusief eenmalige gastrollen
- Claws -  Polly (2017-2022)
- Brockmire - Elle (2018, drie afleveringen)
- The Good Fight - Elsbeth Tascioni (2017-2018, vier afleveringen)
- Crowded - Martina Moore (2016, dertien afleveringen)
- Person of Interest - Grace Hendricks (2012-2016, acht afleveringen)
- The Good Wife - Elsbeth Tascioni (2010-2016, veertien afleveringen)
- Happyish - Debby (2015, tien afleveringen)
- The Following - Judy (2014, drie afleveringen)
- True Blood - Arlene Fowler (2008-2014, 81 afleveringen)
- Emeril - B.D. Benson (2001, tien afleveringen)

## Privé
Preston trouwde in 1998 met de dertien jaar oudere acteur Michael Emerson, met wie ze in 2004 samenspeelde in de filmkomedie Straight-Jacket. Drie jaar later verscheen ze eenmalig in de televisieserie Lost als Emily, de moeder van het personage Ben Linus, dat gespeeld wordt door Emerson. In 2011 speelden Preston en Emerson vervolgens elkaars geliefden in de dramaserie Person of Interest.
- Biblioteca Nacional de España: XX5357594
- Gemeinsame Normdatei: 1061648753
- International Standard Name Identifier: 0000 0000 4535 7039
- Library of Congress Control Number: no2001056879
- Système universitaire de documentation: 189895934
- Virtual International Authority File: 9496272
- WorldCat: E39PBJqbhqG8cxvYkkJJ4d7PwC